# Ugo Ojetti
Ugo Ojetti (15. červenec 1871 Řím – 1. leden 1946 Fiesole) byl italský umělecký kritik, novinář a spisovatel se silným nacionalistickým postojem.

## Život
Jeho rodiče byli architekt Raffael Ojetti (1845–1924) a Veronica rozená Carosi. V roce 1905 se oženil s Fernandou Gobba, spolu měli dceru Paolu (1911–1978) scenáristku a filmovou kritičku.
Ugo Ojetti se po studiu práv na univerzitě v Římě v roce 1892 a po prvních pokusech o poezii, dal na dráhu politické žurnalistiky. Poté, co byl vyslán do Egypta jako zahraniční zpravodaj nacionalistického časopisu La Tribuna (1894), pracoval pro další populární tištěné časopisy, jako je Nuova Rassegna, Il Marzocco, Il Giornale di Roma La Stampa a Il Giornale d'Italia. Jeho články a rozhovory se stále více zaměřovaly na uměleckou kritiku. Od té doby udržoval úzké kontakty s různými italskými intelektuály a umělci jako Giosuè Carducci a Gabriele D'Annunzio. Ojetti byl také zodpovědný za některé výstavy jako kurátor (např. Mostra del ritratto italiano dal 1500 al 1861, Florenz, Palazzo Vecchio, 1911; Mostra della pittura italiana del '600 e '700, ebenda, Palazzo Pitti, 1922). V roce 1905 se přestěhoval do Florencie, r. 1914 se usadil ve Fiesole ve Villa Il Salviatino.
Krátce nato se dobrovolně přihlásil do vojenské služby v první světové válce. Na začátku války byl pověřen zajišťováním uměleckých děl z lagunového města Benátky, které ohrožovaly rakousko-uherské nálety. V následujícím období aktivně publikoval články a malé brožury, které byly silně vlastenecké a nacionalistické, zejména po svém jmenování komisařem pro propagandu v březnu 1918.
Po skončení války založil několik uměleckých časopisů: Dedalo (Milán, 1920–1933), Pegaso (Florencie, 1929–1933) a Pan (Milán, 1933–1935). Všechny tři časopisy patřily i přes svou krátkou životnost k nejvýznamnějším publikačním orgánům a historickým svědectvím o italských uměleckých událostech meziválečného období. Kromě toho Ojetti pokračoval v psaní pro denní tisk a v letech 1926–1927 působil jako ředitel Corriere della Sera. Byl také zodpovědný za několik populárních vydání hlavních děl italské prózy, jako je série I Classici Rizzoli. V roce 1930 se stal členem Accademia d'Italia.
V roce 1925 Ojetti přidal svůj podpis k Manifestu fašistických intelektuálů iniciovaný Giovanni Gentilem, a tak se zavázal Benitu Mussolinimu, pro jehož kurz předtím projevil sympatie. Při vzniku loutkového státu Repubblica di Salò v roce 1943 patřil k jeho establishmentu. Uznávaný novinář-historik Indro Montanelli to omlouval slovy, že "… v roce 1943 byl Ojetti starý muž postižený Alzheimerovou chorobou, uvězněný na invalidním vozíku, zcela pod kontrolou panovačné a fašistické manželky, která [podle pozdějších odhalení od výzkumníků a rodinných příslušníků] prošla Ojettiho osobní sešity a pečlivě vyčistila vše, co představovalo i ten nejmenší náznak kritiky vůči Mussoliniho režimu“. Po osvobození Říma v červnu 1944 byl Ojetti vyloučen z „Ordine dei giornalisti“. Zemřel 1. ledna 1946 ve Fiesole.
Ugo Ojetti používal pseudonym Il Conte Ottavio.

## Dílo

### Literární díla
- Senza Dio (1894)
- Le vie del peccato (1902)
- Mio figlio ferroviere (1922)

### Uměleckohistorické spisy
- Ritratti d'artisti italiani (1911)
- I nani tra le Colonne (1920)
- Raffaello a staré nohy (1921)
- La pittura italiana del Seicento a del Settecento (1924)
- La pittura italiana dell'Ottocento (1929)

### Jiné
- I monumenti italiani e la guerra (1917) (digitální kopie)
- Lettere alla moglie 1915–1919 (1964 posmrtně)

### V češtině
- Aby Lillo nelítal – přeložila Marie Votrubová; in: 1000 nejkrásnějších novel... č. 37. Praha: J. R. Vilímek, 1912